# تالار مشاهیر باشگاه فوتبال اینتر میلان
تالار مشاهیر اینتر میلان در سال ۲۰۱۸ به عنوان بخشی از برنامه‌های ۱۱۰ سالگی باشگاه راه اندازی شد.

## شرایط ورود و نحوه انتخاب
بازیکنانی وارد تالار مشاهیر باشگاه می‌شوند که شرایط زیر را داشته باشند:
- حداقل ۶۰ بازی برای اینتر انجام داده باشند.
- حداقل یک جام با اینتر کسب کرده باشند.
- حداقل سه سال برای باشگاه بازی کرده باشند.

در دو نسخه ابتدایی (۲۰۱۸ و ۲۰۱۹)، هواداران از طریق رای‌گیری الکترونیکی، سه بازیکن برتر برای هر پست (دروازه‌بان، مدافع، هافبک و مهاجم) را انتخاب می‌کردند. سپس یک بازیکن از سه بازیکن به عنوان نفر برتر در هر پست  از طریق رسانه‌های ملی و بین‌المللی، کارمندان و کارکنان ، بازیکنان باشگاه (از تیم‌های پایه تا تیم اصلی) و افرادی که در سال‌های قبل وارد تالار مشاهیر باشگاه شده بودند انتخاب می‌شد.
از نسخه ۲۰۲۰، فهرست کاندیداها حذف شده، چهار برنده مستقیماً از طریق هواداران، روزنامه نگاران، کارمندان، بازیکنان باشگاه (از تیم‌های پایه تا تیم اصلی) و افرادی که در سال‌های قبل وارد تالار مشاهیر باشگاه شده بودند مشخص می‌شود .
همچنین در نسخه ۲۰۲۰ با عنوان Timeless، به مناسبت دهمین سالگرد سه‌گانه اینتر در فصل ۱۰–۲۰۰۹، این امکان فراهم شد تا به بازیکنان تیم در آن فصل نیز برای ورود به تالار مشاهیر باشگاه بتوان رای داد، هرچند که حداقل سه سال برای باشگاه بازی نکرده باشند.

## فهرست بازیکنان حاضر در تالار مشاهیر باشگاه
| نام             | ملیت     | پست       | سال حضور            | تعداد بازی | تعداد گل  | سال  | افتخارات همراه با اینتر | منبع   |
| --------------- | -------- | --------- | ------------------- | ---------- | --------- | ---- | --- | ------ |
| والتر زنگا      | ایتالیا  | دروازه‌بان | ۱۹۹۴–۱۹۸۲           | ۴۷۳        | ۰         | ۲۰۱۸ | سری آ ۸۹–۱۹۸۸، سوپرجام ایتالیا ۱۹۸۹، جام یوفا ۹۱–۱۹۹۰، جام یوفا ۹۴–۱۹۹۳ | [ ۵ ]  |
| خاویر زانتی     | آرژانتین | مدافع     | ۲۰۱۴–۱۹۹۵           | ۸۵۸        | ۲۱        | ۲۰۱۸ | سری آ ۰۶–۲۰۰۵، سری آ ۰۷–۲۰۰۶، سری آ ۰۸–۲۰۰۷، سری آ ۰۹–۲۰۰۸، سری آ ۱۰–۲۰۰۹، کوپا ایتالیا ۰۵–۲۰۰۴، کوپا ایتالیا ۰۶–۲۰۰۵، کوپا ایتالیا ۱۰–۲۰۰۹، کوپا ایتالیا ۱۱–۲۰۱۰، سوپرجام ایتالیا ۲۰۰۵، سوپرجام ایتالیا ۲۰۰۶، سوپرجام ایتالیا ۲۰۰۸، سوپرجام ایتالیا ۲۰۱۰، جام یوفا ۹۸–۱۹۹۷، لیگ قهرمانان اروپا ۱۰–۲۰۰۹، جام باشگاه‌های جهان ۲۰۱۰ | [ ۵ ]  |
| لوتار ماتئوس    | آلمان    | هافبک     | ۱۹۹۲–۱۹۸۸           | ۱۵۳        | ۵۳        | ۲۰۱۸ | سری آ ۸۹–۱۹۸۸، سوپرجام ایتالیا ۱۹۸۹، جام یوفا ۹۱–۱۹۹۰ | [ ۵ ]  |
| رونالدو         | برزیل    | مهاجم     | ۲۰۰۲–۱۹۹۷           | ۹۹         | ۵۹        | ۲۰۱۸ | جام یوفا ۹۸–۱۹۹۷ | [ ۵ ]  |
| فرانچسکو تولدو  | ایتالیا  | دروازه‌بان | ۲۰۱۰–۲۰۰۱           | ۲۳۲        | ۰         | ۲۰۱۹ | سری آ ۰۶–۲۰۰۵، سری آ ۰۷–۲۰۰۶، سری آ ۰۸–۲۰۰۷، سری آ ۰۹–۲۰۰۸، سری آ ۱۰–۲۰۰۹، کوپا ایتالیا ۰۵–۲۰۰۴، کوپا ایتالیا ۰۶–۲۰۰۵، کوپا ایتالیا ۱۰–۲۰۰۹، کوپا ایتالیا ۱۱–۲۰۱۰، سوپرجام ایتالیا ۲۰۰۵، سوپرجام ایتالیا ۲۰۰۶، سوپرجام ایتالیا ۲۰۰۸، لیگ قهرمانان اروپا ۱۰–۲۰۰۹                                                                  | [ ۶ ]  |
| جاچینتو فاکتی   | ایتالیا  | مدافع     | ۱۹۷۸–۱۹۶۰           | ۶۲۹        | ۷۵        | ۲۰۱۹ | سری آ ۶۳–۱۹۶۲، سری آ ۶۵–۱۹۶۴، سری آ ۶۶–۱۹۶۵، سری آ ۷۱–۱۹۷۰، کوپا ایتالیا ۷۸–۱۹۷۷، جام باشگاه‌های اروپا ۶۴–۱۹۶۳، جام باشگاه‌های اروپا ۶۵–۱۹۶۴، جام بین قاره‌ای ۱۹۶۴ ، جام بین قاره‌ای ۱۹۶۵ | [ ۶ ]  |
| دژان استانکوویچ | صربستان  | هافبک     | ۲۰۱۳–۲۰۰۴           | ۳۲۶        | ۴۲        | ۲۰۱۹ | سری آ ۰۶–۲۰۰۵، سری آ ۰۷–۲۰۰۶، سری آ ۰۸–۲۰۰۷، سری آ ۰۹–۲۰۰۸، سری آ ۱۰–۲۰۰۹، کوپا ایتالیا ۰۵–۲۰۰۴، کوپا ایتالیا ۰۶–۲۰۰۵، کوپا ایتالیا ۱۰–۲۰۰۹، کوپا ایتالیا ۱۱–۲۰۱۰، سوپرجام ایتالیا ۲۰۰۵، سوپرجام ایتالیا ۲۰۰۶، سوپرجام ایتالیا ۲۰۰۸، سوپرجام ایتالیا ۲۰۱۰، لیگ قهرمانان اروپا ۱۰–۲۰۰۹، جام باشگاه‌های جهان ۲۰۱۰                   | [ ۶ ]  |
| جوزپه مئاتزا    | ایتالیا  | مهاجم     | ۱۹۴۰–۱۹۲۷ ۱۹۴۷–۱۹۴۶ | ۴۰۸        | ۲۸۴       | ۲۰۱۹ | سری آ ۳۰–۱۹۲۹، سری آ ۳۸–۱۹۳۷، سری آ ۴۰–۱۹۳۹، کوپا ایتالیا ۳۹–۱۹۳۸ | [ ۶ ]  |
| ژولیو سزار      | برزیل    | دروازه‌بان | ۲۰۱۲–۲۰۰۵           | ۳۰۰        | ۰         | ۲۰۲۰ | سری آ ۰۶–۲۰۰۵، سری آ ۰۷–۲۰۰۶، سری آ ۰۸–۲۰۰۷، سری آ ۰۹–۲۰۰۸، سری آ ۱۰–۲۰۰۹، کوپا ایتالیا ۰۵–۲۰۰۴، کوپا ایتالیا ۰۶–۲۰۰۵، کوپا ایتالیا ۱۰–۲۰۰۹، کوپا ایتالیا ۱۱–۲۰۱۰، سوپرجام ایتالیا ۲۰۰۵، سوپرجام ایتالیا ۲۰۰۶، سوپرجام ایتالیا ۲۰۰۸، لیگ قهرمانان اروپا ۱۰–۲۰۰۹                                                                  | [ ۷ ]  |
| جوزپه برگومی    | ایتالیا  | مدافع     | ۱۹۹۹–۱۹۷۹           | ۷۶۵        | ۲۸        | ۲۰۲۰ | سری آ ۸۹–۱۹۸۸، سوپرجام ایتالیا ۱۹۸۹، جام یوفا ۹۱–۱۹۹۰، جام یوفا ۹۴–۱۹۹۳، جام یوفا ۹۸–۱۹۹۷ | [ ۷ ]  |
| استبان کامبیاسو | آرژانتین | هافبک     | ۲۰۱۴–۲۰۰۴           | ۴۳۰        | ۵۱        | ۲۰۲۰ | سری آ ۰۶–۲۰۰۵، سری آ ۰۷–۲۰۰۶، سری آ ۰۸–۲۰۰۷، سری آ ۰۹–۲۰۰۸، سری آ ۱۰–۲۰۰۹، کوپا ایتالیا ۰۵–۲۰۰۴، کوپا ایتالیا ۰۶–۲۰۰۵، کوپا ایتالیا ۱۰–۲۰۰۹، کوپا ایتالیا ۱۱–۲۰۱۰، سوپرجام ایتالیا ۲۰۰۵، سوپرجام ایتالیا ۲۰۰۶، سوپرجام ایتالیا ۲۰۰۸، سوپرجام ایتالیا ۲۰۱۰، لیگ قهرمانان اروپا ۱۰–۲۰۰۹، جام باشگاه‌های جهان ۲۰۱۰                   | [ ۷ ]  |
| دیگو میلیتو     | آرژانتین | مهاجم     | ۲۰۱۴–۲۰۰۹           | ۱۷۱        | ۷۵        | ۲۰۲۰ | سری آ ۱۰–۲۰۰۹، کوپا ایتالیا ۱۰–۲۰۰۹، کوپا ایتالیا ۱۱–۲۰۱۰، سوپرجام ایتالیا ۲۰۱۰، لیگ قهرمانان اروپا ۱۰–۲۰۰۹، جام باشگاه‌های جهان ۲۰۱۰ | [ ۷ ]  |
| جانلوکا پالیوکا | ایتالیا  | دروازه‌بان | ۱۹۹۹–۱۹۹۴           | ۲۳۴        | ۰         | ۲۰۲۱ | جام یوفا ۹۸–۱۹۹۷ | [ ۸ ]  |
| مارکو ماتراتسی  | ایتالیا  | مدافع     | ۲۰۱۱–۲۰۰۱           | ۲۷۶        | ۲۰        | ۲۰۲۱ | سری آ ۰۶–۲۰۰۵، سری آ ۰۷–۲۰۰۶، سری آ ۰۸–۲۰۰۷، سری آ ۰۹–۲۰۰۸، سری آ ۱۰–۲۰۰۹، کوپا ایتالیا ۰۵–۲۰۰۴، کوپا ایتالیا ۰۶–۲۰۰۵، کوپا ایتالیا ۱۰–۲۰۰۹، کوپا ایتالیا ۱۱–۲۰۱۰، سوپرجام ایتالیا ۲۰۰۵، سوپرجام ایتالیا ۲۰۰۶، سوپرجام ایتالیا ۲۰۰۸، سوپرجام ایتالیا ۲۰۱۰، لیگ قهرمانان اروپا ۱۰–۲۰۰۹، جام باشگاه‌های جهان ۲۰۱۰                   | [ ۹ ]  |
| وسلی اسنایدر    | هلند     | هافبک     | ۲۰۱۳–۲۰۰۹           | ۱۱۶        | ۲۲        | ۲۰۲۱ | سری آ ۱۰–۲۰۰۹، کوپا ایتالیا ۱۰–۲۰۰۹، کوپا ایتالیا ۱۱–۲۰۱۰، سوپرجام ایتالیا ۲۰۱۰، لیگ قهرمانان اروپا ۱۰–۲۰۰۹، جام باشگاه‌های جهان ۲۰۱۰ | [ ۱۰ ] |
| ساموئل اتوئو    | کامرون   | مهاجم     | ۲۰۱۱–۲۰۰۹           | ۱۰۲        | ۵۳        | ۲۰۲۱ | سری آ ۱۰–۲۰۰۹، کوپا ایتالیا ۱۰–۲۰۰۹، کوپا ایتالیا ۱۱–۲۰۱۰، سوپرجام ایتالیا ۲۰۱۰، لیگ قهرمانان اروپا ۱۰–۲۰۰۹، جام باشگاه‌های جهان ۲۰۱۰ | [ ۱۱ ] |
| ایوانو بوردون   | ایتالیا  | دروازه‌بان | ۱۹۸۳–۱۹۷۰           | ۳۸۸        | ۰         | ۲۰۲۲ | سری آ ۷۱–۱۹۷۰، سری آ ۸۰–۱۹۷۹، کوپا ایتالیا ۷۸–۱۹۷۷، کوپا ایتالیا ۸۲–۱۹۸۱ | [ ۱۲ ] |
| مایکون          | برزیل    | مدافع     | ۲۰۱۲–۲۰۰۶           | ۲۴۸        | ۲۰        | ۲۰۲۲ | سری آ ۰۷–۲۰۰۶، سری آ ۰۸–۲۰۰۷، سری آ ۰۹–۲۰۰۸، سری آ ۱۰–۲۰۰۹، کوپا ایتالیا ۰۵–۲۰۰۴، کوپا ایتالیا ۱۰–۲۰۰۹، کوپا ایتالیا ۱۱–۲۰۱۰، سوپرجام ایتالیا ۲۰۰۶، سوپرجام ایتالیا ۲۰۰۸، سوپرجام ایتالیا ۲۰۱۰، لیگ قهرمانان اروپا ۱۰–۲۰۰۹، جام باشگاه‌های جهان ۲۰۱۰                                                                              | [ ۱۳ ] |
| ساندرو ماتزولا  | ایتالیا  | هافبک     | ۱۹۷۷–۱۹۶۰           | ۵۶۸        | ۱۶۱       | ۲۰۲۲ | سری آ ۶۳–۱۹۶۲، سری آ ۶۵–۱۹۶۴، سری آ ۶۶–۱۹۶۵، سری آ ۷۱–۱۹۷۰، کوپا ایتالیا ۷۸–۱۹۷۷، جام باشگاه‌های اروپا ۶۴–۱۹۶۳، جام باشگاه‌های اروپا ۶۵–۱۹۶۴، جام بین قاره‌ای ۱۹۶۴ ، جام بین قاره‌ای ۱۹۶۵ | [ ۱۴ ] |
| کریستین ویری    | ایتالیا  | مهاجم     | ۱۹۰                 | ۱۲۳        | ۲۰۰۵–۱۹۹۹ | ۲۰۲۲ | کوپا ایتالیا ۰۵–۲۰۰۴ | [ ۱۵ ] |

## فهرست کاندیداها
۲۰۱۸
- دروازه‌بان‌ها:[۱۶] فرانچسکو تولدو، جانلوکا پالیوکا، والتر زنگا
- مدافعان:[۱۷] جوزپه برگومی، جاچینتو فاکتی، خاویر زانتی
- هافبک‌ها:[۱۸] ساندرو ماتزولا، لوتار ماتئوس، دژان استانکوویچ
- مهاجمان:[۱۹] جوزپه مئاتزا، رونالدو، آلساندرو آلتوبلی

۲۰۱۹
- دروازه‌بان‌ها: جانلوکا پالیوکا، جیولیانو سارتی، فرانچسکو تولدو
- مدافعان: جوزپه برگومی، جاچینتو فاکتی، مارکو ماتراتسی
- هافبک‌ها: نیکولا برتی، ساندرو ماتزولا، دژان استانکوویچ
- مهاجمان: جوزپه مئاتزا، کریستین ویری، آلساندرو آلتوبلی